# Sinan ibn Thabit
Abu Said Sinan ibn Thabit ibn Qurra  (* um  880; † 943 in Bagdad) war ein Arzt, Astronom und Mathematiker.

## Leben
Er war der Sohn des Mathematikers und Astronomen Thabit ibn Qurra, der am Hof des Kalifen in Bagdad wirkte. Sein Sohn Ibrahim ibn Sinan war ebenfalls ein bedeutender Mathematiker.
Sein Vater starb 901. Sinan machte unter dem Kalifen al-Muqtadir, der ab 908 regierte, Karriere und wurde Leiter der Hospitäler von Bagdad. Um 931 mussten alle Ärzte, die in Bagdad praktizierten, vorher von ihm geprüft werden. Damals war er noch wie sein Vater Anhänger der Sekte der Sabier von Harran. Als 932 der Kalif al-Qahir an die Macht kam, wurden die Sabier verfolgt. Sinan wechselte zwar zum Islam, verlor aber trotzdem seine Posten und floh nach Chorasan. Unter dem ab 934 regierenden Kalifen ar-Rādī bi-'llāh kehrte Sinan nach Bagdad zurück, nach dessen Tod 940 verließ er in den Regierungswirren aber abermals Bagdad und ging nach Wasit am Tigris.
Von Sinan sind keine Bücher oder Abhandlungen über Medizin bekannt, er schrieb aber über Politik (wobei er eine Regierung nach dem Vorbild der Republik Platons befürwortete), Mathematik und Astronomie und befasste sich mit Philosophie. Es können ihm aber keine Werke mit Sicherheit zugeschrieben werden. Eines seiner astronomischen Werke ist mit der Sabier-Religion verbunden, der Zuweisung von Planeten zu einzelnen Tagen. In einem anderen Werk, in Exzerpten bei al-Bīrūnī erhalten, befasst er sich mit der meteorologischen Qualität von Jahrestagen.